# Babourou (Lim-Pendé)
Babourou ist ein Berg der Zentralafrikanischen Republik. Er liegt im nördlichen Teil des Yadé-Massivs.

## Geographie
Der Berg liegt im Norden der Präfektur Lim-Pendé in der Nähe der Grenze zum Tschad zwischen Paoua und Ngaoundaye. Er erreicht eine Höhe von 969 m. Der Gebirgszug streicht von Westen nach Osten und wird durch ein Tal vom nahegelegenen Ndim (1105 m) im Norden getrennt.